# Peugeot 505

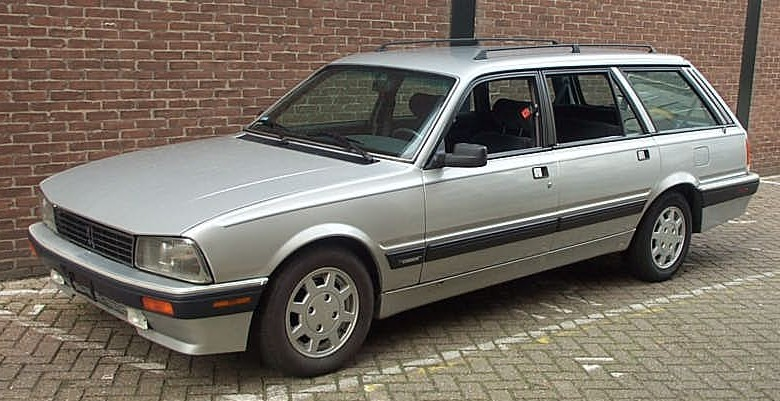
Peugeot 505 kombi, 1991.

Peugeot 505 var en större familjebil som presenterades 1978 och ersatte då 504-modellen (även om denna fortsatte att tillverkas fram till 1983). 505 erbjöds i två karosserier; antingen som fyradörrars sedan eller femdörrars kombi. Den sistnämnda fanns med 5-8 sittplatser, liksom i en täckt skåpbilsversion. 
Konstruktionen byggde vidare på samma tekniska plattform som 504, men fick en ny kaross med lite bättre utrymmen.  
Ett flertal bensin- och dieselmotorer stod till buds med fyra eller sex cylindrar på mellan 1,8 och 2,8 liters slagvolym. De första årsmodellerna var motorerna samma som hade funnits i 504, men senare erbjöds modernare motorer, bland annat Douvrin-motorn på 2,2 liter, som även fanns i Renault 20 och Citroën CX. Både i bensin- och dieselutförande fanns turbo bland motoralternativen. Samtliga versioner var bakhjulsdrivna, förutom en fyrhjulsdriven version av 505 Break, som även hade höjd markfrigång. 1986 genomgick serien en lättare ansiktslyftning, vilket bland annat innebar en ny interiör. 1992 ersattes 505 i Europa av 405- och 605-modellerna, men produktionen fortsatte i Afrika, där den fortfarande säljs. I Argentina tillverkades bilen mellan 1984 och 1997.